# Латута, Афанасий Александрович
Афанасий Александрович Латута (каз. Жакып Жоламанов; 1891, Масловка, Мироновская волость, Каневский уезд, Киевская губерния — 1970) — один из руководителей казахского национально-освободительного восстания 1916 года, герой национально-освободительной борьбы казахского народа.

## Биография
Родился в 1891 году в украинском селе Масловка Мироновской волости Каневского уезда Киевской губернии (ныне — Мироновский район Киевской области) в бедной крестьянской семье Александра Кондратьевича Латуты.
Когда Афанасию было почти пять лет, его постигло горе: от тяжёлой болезни умерла мать. Отец женился на старой деве, которая, по словам самого Афанасия, «оказалась такой злой, что, не выдержав её издевательств, я сбежал к деду и бабушке по материнской линии по фамилии Борисенко».
Начал работать в Киеве подмастерьем у сапожника, а потом благодаря поддержке родных поступил учиться в гимназию. В конце 1905 года, несмотря на несовершеннолетний возраст, принимает в деятельное участие революционном движении, за что его исключают из гимназии, осуждают и отправляют в ссылку с 6-месячным правом пребывания в одном месте.
Этапирован в Акмолинск в апреле 1907 года. В городе ему устроился на кирпичный завод, а также нанимался к местным купцам Козулину, Кузнецову, Силину, Григорию Ерзаковичу. Однако в Акмолинске он не зарегистрировался в полицейском участке, скрыл свое положение ссыльного. Преследуемый полицейским приставом, вынужден был скрываться в Коргалжынских степях. В ноябре 1909 года Латута приехал в урочище Аршаты. В Абилхаир-Ахунском медресе встретился с депутатом III Государственной думы Шаймерденом Кощегуловым, который после беседы с ним порекомендовал главному учителю медресе Габдильгафару зачислить Латуту в ученики. Учеба длилась в течение 2 лет, за это время Жакып усовершенствовал свой казахский, изучил народные обычаи, Коран.
Из-за разногласий с Габдильгафаром перебрался жить к его брату Абдрахману, который устроил его в 1912 году учителем – давать казахским юношам частные уроки русского языка, а детям – арабского. С 1913 года постоянным местом жительства молодого учителя стал аул Клышбая рода Курмантай. Школа располагалась на Жаманколе в урочище Жартас, учениками были местные жители и жители в радиусе 30-50 км. В то время местный казах-бедняк Жоламан усыновил Афанасия по его просьбе, и он стал Афанасием Жакыпом Жоламановым.
25 июня 1916 года в Казахстане началось мощное национально-освободительное движение против призыва местного населения на тыловые работы. В исторической литературе обычно упоминают два крупных центра восстания — Семиреченский и Тургайский, незаслуженно забывая о третьем, не менее значительном — Акмолинском, костяк которого составили казахи коргалжынских степей, а во главе стояли Жакып Жоламанов (Латута) и Рахимжан Мадин. К тому времени они уже стали друзьями и духовными братьями. Численность повстанцев на территории Акмолинского уезда вскоре достигла 5 тыс. человек, а в разгар восстания — до 30 тыс.
Вскоре повстанцы разгромили отряд пристава Иванюшкина, отправленный в коргалжынские степи для исполнения царского указа и реквизиции лошадей. В конце июля 1916 года из Омска прибыл военный губернатор Кошур-Масальский. Он направил две роты пехоты в коргалжынские степи. В местности Кок-домбак состоялось заседание штаба повстанцев. Здесь же собрали 50 кузнецов, которые начали изготавливать холодное оружие и ремонтировать огнестрельное. После сражения было решено двигаться в Акмолинск, захватить гарнизонный арсенал и продолжить борьбу. Однако плохо вооружённые отряды повстанцев были обречены на поражение. 25 октября 1916 года один из отрядов, находившийся в Кендырлинском лесу, был разбит. Повстанцы потеряли 42 человека убитыми, 72 были захвачены в плен и помещены в Акмолинскую тюрьму как заложники. Осенью движение пошло на спад. Повстанцы направились на соединение с Амангельды Имановым в Тургайские степи.
В июне 1923 года в урочище Жантеке организовал артель «Жоламан» из 11 человек, названную в честь своего второго отца. Там же он открыл светскую казахскую школу для детей, а при ней кооператив «Жас калам».
В 1927 году Жоламанов становится председателем потребительского общества «Жулдыз», а через пару лет его избирают членом правления Акмолинского «Колхозполеводсоюза». Местное население уважало Жакыпа и за прекрасное знание казахского языка, истории народа, его обычаев и обрядов, а также шежире, и за то, что в Коргалжино он первым начал заниматься садоводством.
В 1927 году окончил сельхозтехникум, а в 1939 − окончил заочно полеводческий факультет Омского сельхозинститута и затем около 25 лет (до 1965 года) работал в Коргалжино заведующим контрольно-семенной лабораторией.
Почётный гражданин Коргалжынского района.
В его честь создан краеведческий музей.
Умер в 1970 году. Похоронен вместе с сыном Тендыком на кладбище рода Курмантай.

### Семья
Был женат, сыновь Бостандык (Свобода) и Тендык (Равенство).